# بحران اقتصادی ترکیه ۲۰۰۱
در طول دهه‌های ۸۰ و ۹۰ میلادی، ترکیه برای رشد اقتصادی، متکی به سرمایه‌گذاری خارجی با تولید ناخالص ملی بیشتر از ۴۰٪ بود. دولت ترکیه و سیستم‌های بانکی ترکیه به حمایت از رشد معنادار اقتصادی نیاز داشتند. دولت وقت ترکیه کسری بودجه عظیمی را تجربه می‌کرد، که از راه‌هایی مانند فروش مقادیر زیادی اوراق قرضه با بهره بالا به بانک‌های ترکیه این وضع را سامان بخشید. در نتیجه، بانک‌های ترکیه به عنوان یک سرمایه‌گذاری اولیه به یک قرضه قراضه اعتماد کردند.

## بی‌ثباتی سیاسی
در مارس ۱۹۹۷ ائتلافی بین مسعود ییلماز از حزب میهن و تانسو چیللر از حزب راه واقعی تشکیل شد. برنامه این بود که ییلماز و چیللر نخست‌وزیر را جایگزین کنند. با این حال، حواس‌پرتی عمومی زیادی در اثر تهدیدهای رهبر حزب رفاه، نجم‌الدین اربکان برای تحقیق از چیللر برای فساد، ایجاد شده بود. در همین حال، اربکان، که از ائتلاف کنار گذاشته شده بود، همه تلاش خود را برای حمایت از ناتوی اسلامی و نسخه اسلامی اتحادیه اروپا انجام داد.
ائتلاف سرزمین مادری چیللر و ییلماز به دلیل حمایت گسترده مردمی از اربکان تا حدی فروپاشید. این تنش‌های اضافی موجب آسیب زدن به دولت شد. ییلماز با وجود اینکه فقط ۹۰ روز تا پایان دولت‌اش باقیمانده بود، در ۶ ژوئیه ۱۹۹۶ استعفا داد. اربکان در ۲۹ ژوئیه به عنوان رئیس ائتلاف رفاه-مسیر واقعی به نخست‌وزیری رسید. موفقیت ائتلاف جدید با خصومت توسط ارتش روبرو شد. سیاست‌های صریح اسلام‌گرایی اربکان منجر به کودتایی پسامدرن شد که در آن ارتش اربکان را مجبور کرد قدرت را به دمیرل که در ۱۹ ژوئیه ۱۹۹۷ به ییلماز تسلیم شده بود، واگذار کند. نبردهای سیاسی بین ییلماز و چیللر از یک طرف و اربکان از طرف دیگر ادامه یافت و ایجاد ائتلاف را دشوار کرد. و این در حالی بود که فساد در ترکیه بیداد می‌کرد. مردم از دولت خود بسیار ناامید شده بودند و این عدم اعتماد باعث شد که کشورهای خارجی برای هرگونه سرمایه‌گذاری در ترکیه سخت‌گیرانه تر عمل کنند.

## واگذاری خارجی
تیم صندوق بین‌المللی پول (IMF) در سال ۱۹۹۶ نسبت به بحران مالی قریب‌الوقوع به دلیل کسری بودجه که به زودی به‌وجود خواهدآمد هشدار داد. فضای بی‌ثبات سیاست ترکیه بسیاری از سرمایه گذاران خارجی را به واگذاری از کشور سوق داد. همان‌طور که سرمایه گذاران خارجی آشفتگی سیاسی و تلاشهای دولت برای از بین بردن کسری بودجه را مشاهده کردند، آنها ظرف چند ماه ۷۰ میلیارد دلار سرمایه از کشور خارج کردند. این کار ،خلأ سرمایه ای را به جا گذاشت که بانک‌های ترکیه قادر به جبران آن نبودند زیرا دولت دیگر قادر به پرداخت اوراق خود نبود و چرخ اقتصاد ترکیه به علت کمبود سرمایه، کند شد.

## تلاش برای تثبیت
در نوامبر ۲۰۰۰، صندوق بین‌المللی پول ۱۱ میلیارد و ۴۰۰ میلیون دلار وام به ترکیه داد و دولت ترکیه بسیاری از صنایع دولتی خود را در تلاش برای ایجاد تعادل در بودجه فروخت. تا سال ۲۰۰۰ بیکاری گسترده، کمبود دارو، مقبولیت کم، تولیدات آهسته در حین مبارزه با تورم و افزایش مالیات وجود داشت. تلاش‌های ثبات‌رسانی هنوز تأثیر جدی نداشته و وام صندوق بین‌المللی پول به‌طور گسترده‌ای ناکافی شناخته شده‌است.

## فروپاشی اقتصادی
در ۱۹ فوریه ۲۰۰۱، نخست‌وزیر اجویت در جلسه ای با رئیس‌جمهور سزر گفت: «این یک بحران جدی است.» در آن سال بی‌ثباتی مالی و سیاسی برجسته‌تر شد و منجر به وحشت بیشتر در بازارها شد، سهام سقوط کرد و نرخ بهره به ۳۰۰۰٪ رسید و همچنین مقادیر زیادی لیر ترکیه با دلار آمریکا یا یورو مبادله شد که باعث شد بانک مرکزی ترکیه ۵ میلیارد دلار از ذخایر خود را از دست بدهد.
این وضعیت باعث آشفتگی اقتصادی بیشتر شد به طوری که در هشت ماه اول سال ۲۰۰۱، حدود ۱۴۸۰۰ شغل از بین رفت و قیمت دلار به ۱۵۰۰۰۰ لیر رسید و نابرابری اقتصادی از سطح بالایی که داشت نیز فراتر رفت.

## ویژگی‌ها
این فروپاشی اقتصادی نمادی از مشکلات سیاسی و اقتصادی بود که سالها بر ترکیه حاکم بود. اعتماد به دولت به خاطر فاسد از بین رفته بود و ناتوانی در تشکیل ائتلاف‌های پایدار وجود داشت. سقوط بازار سهام نشان داد که وضعیت اقتصادی ترکیه نه تنها بسیار شکننده است بلکه کاملاً به سرمایه‌گذاری خارجی وابسته است. این سقوط اگرچه به اندازه کاهش سرمایه‌گذاری خارجی یا کسری بودجه گسترده قابل توجه نیست، اما بی‌ثباتی سیاسی اخیر ترکیه را برجسته می‌کند.